# Bonneuil-Matours
 Bonneuil-Matours  es una población y comuna francesa, situada en la región de Nueva Aquitania, departamento de Vienne, en el distrito de Châtellerault y cantón de Vouneuil-sur-Vienne.

## Demografía
| 1227 | 1147 | 1236 | 1510 | 1642 | 1708 |
| Para los censos de 1962 a 1999 la población legal corresponde a la población sin duplicidades (Fuente: INSEE [Consultar]) |      |      |      |      |      |